# Айбечі
Айбе́чі (рос. Айбечи, чув. Эйпеç) — присілок у складі Ібресинського району Чувашії, Росія. Адміністративний центр Айбецького сільського поселення.
Населення — 890 осіб (2010; 845 у 2002).
Національний склад:
- чуваші — 100 %